# L'Âme de la rose
L'Âme de la rose (en anglais, The Soul of the Rose ou My Sweet Rose) est une peinture à l'huile sur toile du peintre britannique préraphaélite John William Waterhouse (1849-1917) qu'il réalise en 1908 et qui est conservée depuis 2019 dans une collection particulière. Elle est inspirée de l'œuvre d'Alfred Tennyson, le poème Maud, écrit en 1855, dont un vers mentionne « And the soul of the rose went into my blood. ». 

## Description
Ce tableau représente une jeune femme vêtue à la mode de l'époque médiévale à la chevelure rousse en bandeaux portant un chignon bas coiffé de perles. Elle est montrée de profil en train de respirer le parfum d'une fleur d'un rosier grimpant d'un rose carné montant sur un muret de brique. Le fond laisse voir une demeure de l'autre côté du muret où se devine un jardin avec un cyprès. Une loggia aux arcades de plein cintre sous un toit de tuiles romaines donne sur ce jardin. La jeune femme aux yeux clos est vêtue d'une robe vert-bleu aux motifs floraux stylisés de couleur jaune. Elle tient le pédoncule de la rose de la main droite pour porter la fleur à ses narines. Elle pose le plat de la main gauche sur le muret.
Ce tableau empreint de sensualité et de féminité illustre l'aspiration à l'amour, amour tragique puisque le jeune homme qui aime Maud est empêché de le lui manifester.